# Polisportiva L'Aquila Rugby 2003-2004

## Rosa
La rosa giocatori non è completa.

## Super 10 2003-04

### Stagione regolare
| Incontro              | Andata | Ritorno |
| --------------------- | ------ | ------- |
| Viadana — L'Aquila    | 39-6   | 15-22   |
| L'Aquila — Calvisano  | 28-34  | 0-24    |
| Rugby Roma — L'Aquila | 19-13  | 15-17   |
| GRAN Parma — L'Aquila | 18-24  | 27-32   |
| L'Aquila — Rovigo     | 25-29  | 8-47    |
| Leonessa — L'Aquila   | 32-6   | 25-32   |
| L'Aquila — Benetton   | 16-18  | 5-30    |
| Petrarca — L'Aquila   | 38-3   | 35-29   |
| L'Aquila — Parma      | 28-26  | 8-26    |

#### Risultati della stagione regolare
| Posizione | G  | V | N | P  | PF  | PS  | DP   | B | Pt |
| --------- | -- | - | - | -- | --- | --- | ---- | - | -- |
| 8ª        | 18 | 6 | 0 | 12 | 302 | 497 | -195 | 7 | 31 |

## Coppa Italia 2003-04

### Prima fase
| Incontro              | Andata | Ritorno |
| --------------------- | ------ | ------- |
| Parma — L'Aquila      | 28-7   | 12-36   |
| L'Aquila — Rugby Roma | 42-7   | 19-20   |
| Benetton — L'Aquila   | 71-12  | 13-12   |
| L'Aquila — Petrarca   | 13-30  | 11-51   |

#### Risultati della prima fase
| Posizione | G | V | N | P | PF  | PS  | DP  | B | Pt |
| --------- | - | - | - | - | --- | --- | --- | - | -- |
| 5ª        | 8 | 2 | 0 | 6 | 152 | 232 | -80 | 4 | 12 |

## European Challenge Cup 2003-04

### Turno preliminare
| Incontro        | Andata | Ritorno |
| --------------- | ------ | ------- |
| L'Aquila — Bath | 11-75  | 0-50    |

## European Shield 2003-04

### Ottavi di finale
| Incontro              | Andata | Ritorno |
| --------------------- | ------ | ------- |
| L'Aquila — Santboiana | 36-22  | 8-26    |

## Verdetti
- L'Aquila qualificata alla European Challenge Cup 2004-05.